# Oderisi da Gubbio
 (octobre 2014).
Oderisi da Gubbio (Gubbio, v. 1240 environ – Rome, 1299) est peintre et un enlumineur italien du XIIIe siècle, de l'école de Cimabue, cité par Dante Alighieri dans la Divine Comédie.

## Biographie
Oderisi da Gubbio travaille à Bologne entre 1268 et 1271. À partir de 1295, il est à Rome, où il reste jusqu'à sa mort en 1299.

## Œuvres
- Deux missels enluminés, Canonica de la basilique Saint-Pierre de Rome.
- Digestium infortiatum de Justinien, Bibliothèque  Nationale de Turin
- Bible de Corradino, Baltimore (Walters Art Museum).

## Sources
- (it) Cet article est partiellement ou en totalité issu de l’article de Wikipédia en italien intitulé « Oderisi da Gubbio » (voir la liste des auteurs).